# ماری لوییز
ماری لوییز (لهستانی: Ludwika Maria; ۱۸ اوت ۱۶۱۱ – ۱۰ مهٔ ۱۶۶۷) سیاست‌مدار اهل مشترک‌المنافع لهستان–لیتوانی ملکه لهستان و دوشس اعظم لیتوانی بود.
ماری لوئیس گونزگا در 18 اوت 1611 در شهر نوروس، فرانسه از چارلز اول، دوک مانتووا و کاترین گیز، که در سال 1618 درگذشت، متولد شد. ماری لوئیس در 1627 قصد ازدواج با گاستون، دوک اورلئان،داشت اما پادشاه لویی سیزدهم به شدت با این ازدواج مخالف بود و فلذا بعداً او را در قلعه وینسنس و بعداً در یک کلیسای کوچک زندانی کرد.
اولین بار وی پیشنهادی از پادشاه تازه انتخاب شده لهستان و دوک بزرگ لیتوانی، در سال 1634 بدست آورد، اما در نهایت وی با سسیلیا رناتا از اتریش، دختر فردیناند دوم، امپراتور مقدس روم و ماریا آنا ازدواج کرد از جهتی این تصمیم برای فرانسه بسیار نامناسب بود و لویی به شدت خشمگین بود زیرا اتحاد جدیدی بین امپراتوری اتریش و امپراتوری لهستان و لیتوانی برقرار شد.
در سال 1640، ماری لوئیز با برادر شاه لهستان ملاقات کرد.